# Ophiuroidea

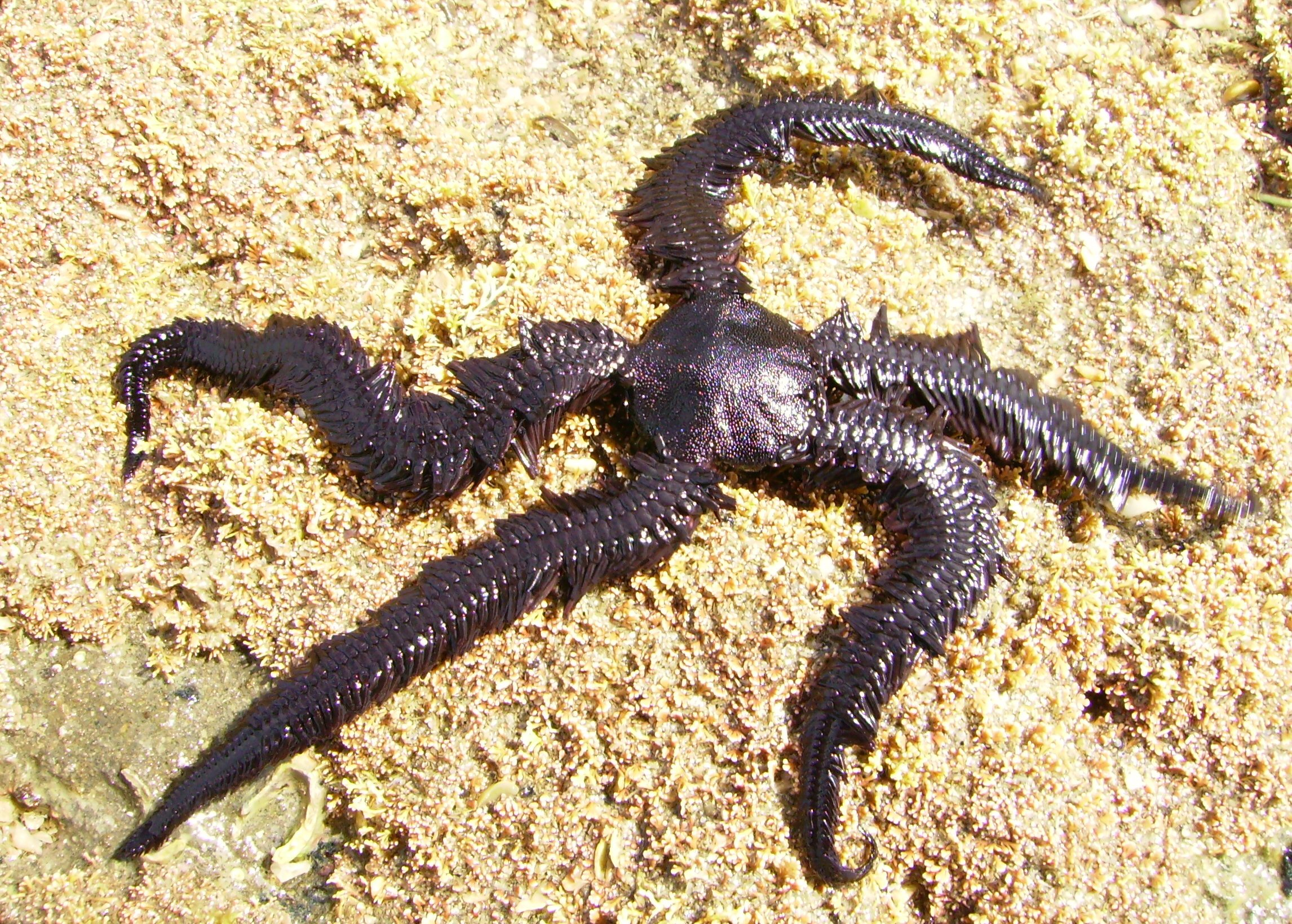
Ophiopteris antipodum.

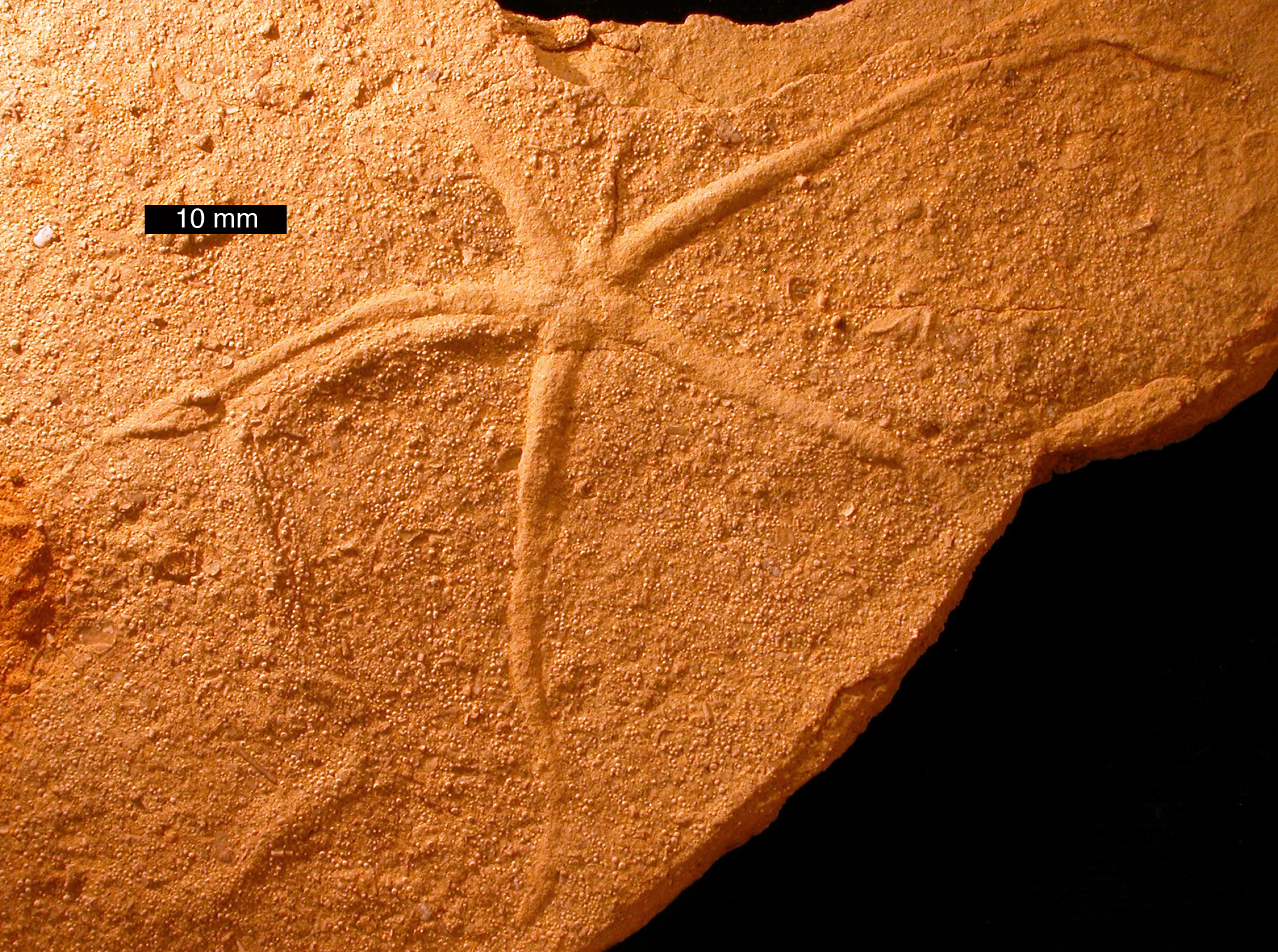
Asteriacites

Los ofiuroideos (Ophiuroidea) u ofiuras son una clase del filo Echinodermata (equinodermos). Presentan simetría pentarradial y tienen un aspecto parecido a las estrellas de mar (asteroideos), con las que están estrechamente relacionadas, con cinco brazos que salen de un disco central. Este taxón está incluido en la superclase Asterozoa.

## Características

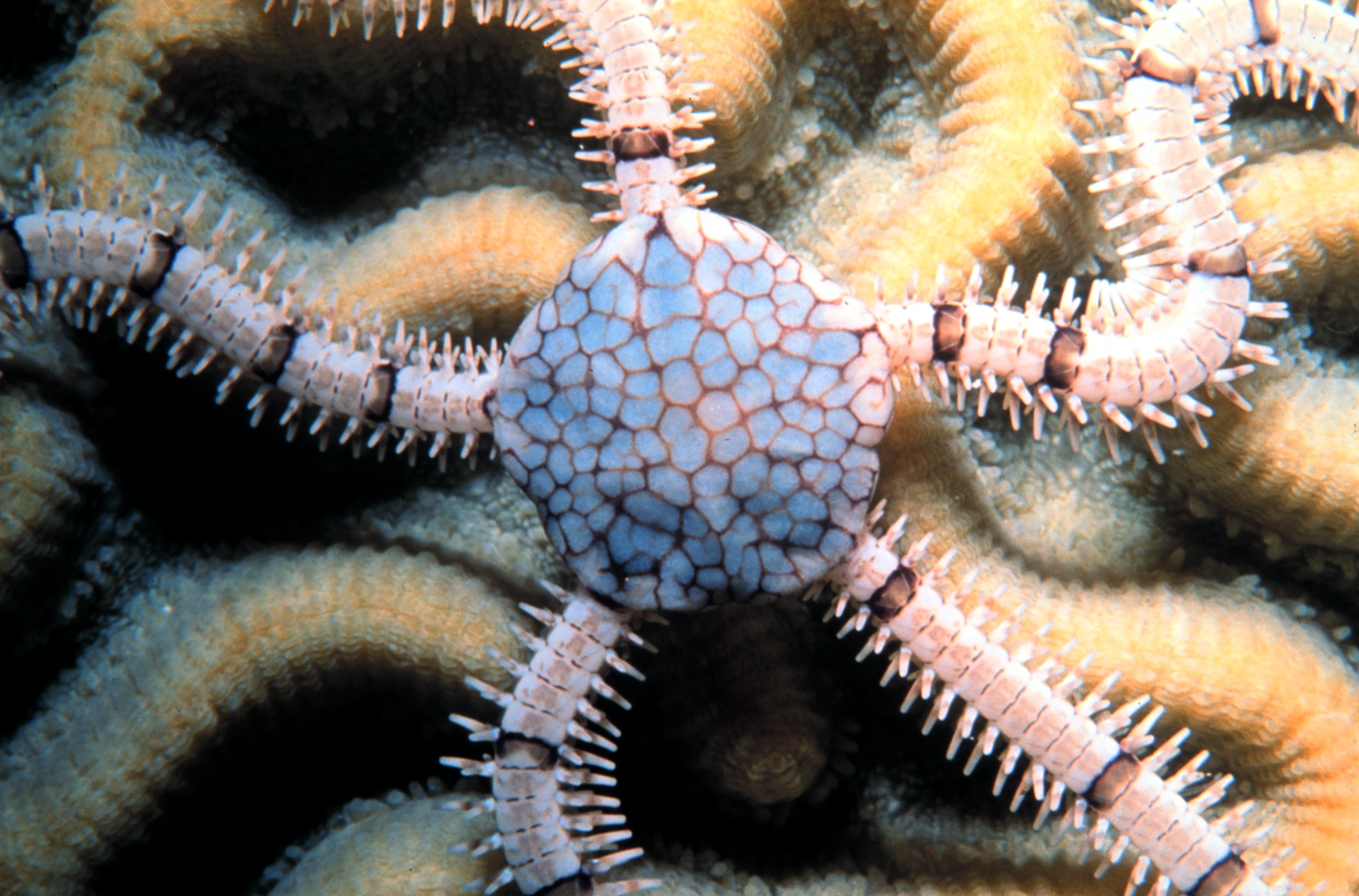
Estrella frágil Ophionereis reticulata.1989 Florida Keys National Marine Sanctuary

Su tamaño oscila  entre los 5 cm y los 60 cm aproximadamente. Tienen el cuerpo pequeño y aplanado formado por un disco redondeado por cinco brazos articulados muy finos y largos que surgen bruscamente del disco central y pueden estar ramificados. Cada uno de los brazos consiste en una columna de osículos (llamadas vértebras), articulados entre sí, unidos por músculos y cubiertos por placas.
Tienen los surcos ambulacrales cerrados, pero con orificios para que salgan los pies ambulacrales, que son lisos, sin ampollas ni ventosas, pero con una musculatura muy desarrollada. El madreporito se sitúa en la cara oral.
La boca está compuesta por cinco placas móviles que actúan como mandíbulas. Carecen de ano, por lo que su tubo digestivo es incompleto. Los materiales no digeridos se expulsan por la boca. El esqueleto es de gran similitud al de las estrellas de mar, salvo por la presencia de vértebras esqueléticas en los brazos, que reducen u obliteran completamente la cavidad celomática.
Tienen en la parte superior del cuerpo una especie de armadura cubierta de lentes microscópicas que funcionan como un gran ojo compuesto. Estos bultitos, formados por calcita (carbonato de calcio), resultan ser microlentes de alta calidad que concentran la luz en un conjunto de nervios aparentemente fotosensibles ubicados debajo de las placas, las cuales tienen la forma necesaria para producir una imagen clara.

## Reproducción
Pueden tener, entre otros, un curioso sistema de reproducción asexual. En este tipo de reproducción, las ofiuras se pueden regenerar totalmente a partir de un solo brazo que por cualquier razón se haya escindido. Suelen ser de sexos diferentes, aunque unas pocas especies son hermafroditas. Algunas incuban sus crías en las bursas; en tal caso, estas crías salen al exterior a través de las hendiduras genitales o rompiendo el disco por su cara aboral.

## Alimentación
Hay gran diversidad. Existen ofiuras depredadoras, como Ophioderma, que cazan con los brazos, gracias a una serie de espinas planas que presentan en ellos. Las ofiuras suspensívoras, como Ophiotrix, que capturan el alimento mediante una red de mucus creada entre los brazos, tienen unas largas espinas para ayudar a mantener esta red; después forman un bolo alimenticio que circula por la cara aboral del brazo hasta la boca. Las ofiuras detritívoras pueden ser selectivas (capturan el alimento con los podios y lo transportan a la boca) o no selectivas (ingieren lo que les llega a la boca.

## Taxonomía
La antigua clasificación que perduró hasta finales del siglo XX, basada en criterios morfológicos a veces irrelevantes, ha quedado enteramente superada. Tras la amplia revisión de 2017 sobre la base de datos genéticos recientes se tiene una filogenia moderna de este grupo, muy diferente a la clásica. En particular, la antigua bipartición entre Euryalida y Ophiurida se reemplaza por una división entre Euryophiurida (que contiene Ophiurida y Euryalida) y Ophintegrida (que contiene los otros grupos actuales).
Actualmente, las aproximadamente 2.000 especies de ofiuroideos, se clasifican de la siguiente forma:
- Subclase Myophiuroidea Matsumoto, 1915
  - Infraclase Metophiurida Matsumoto, 1913
    - Superorden Euryophiurida O'Hara, Hugall, Thuy, Stöhr & Martynov, 2017
      - Orden Euryalida Lamarck, 1816
      - Orden Ophiurida Müller & Troschel, 1840 sensu O'Hara et al., 2017
        - Suborden Ophiomusina O'Hara et al., 2017
        - Suborden Ophiurina Müller & Troschel, 1840 sensu O'Hara et al., 2017

    - Superorden Ophintegrida O'Hara, Hugall, Thuy, Stöhr & Martynov, 2017
      - Orden Amphilepidida O'Hara, Hugall, Thuy, Stöhr & Martynov, 2017
        - Suborden Gnathophiurina Matsumoto, 1915
        - Suborden Ophionereidina O'Hara, Hugall, Thuy, Stöhr & Martynov, 2017
        - Suborden Ophiopsilina Matsumoto, 1915

      - Orden Ophiacanthida O'Hara, Hugall, Thuy, Stöhr & Martynov, 2017
        - Suborden Ophiacanthina O'Hara, Hugall, Thuy, Stöhr & Martynov, 2017
        - Suborden Ophiodermatina Ljungman, 1867

      - Orden Ophioleucida O'Hara, Hugall, Thuy, Stöhr & Martynov, 2017
      - Orden Ophioscolecida O'Hara, Hugall, Thuy, Stöhr & Martynov, 2017
- Ophiuroidea incertae sedis